# Pluton (pierwiastek)
Pluton (Pu, łac. plutonium) – pierwiastek chemiczny z grupy aktynowców w układzie okresowym. Nazwa pochodzi od planety karłowatej Pluton.
Pluton to transuranowiec, radioaktywny metal, po raz pierwszy wytworzony i zbadany przez zespół kierowany przez amerykańskiego chemika Glenna T. Seaborga w 1941 roku. Uczeni wykorzystali uran, który bombardowali jądrami deuteru (izotop wodoru). Ze względu na tajność Projektu Manhattan, pracę na temat pierwiastka opublikowano dopiero w 1946 roku. Najważniejszym jego izotopem jest 239Pu, stosowany do produkcji broni i w energetyce jądrowej. Orientacyjna cena 1 grama dwutlenku plutonu wynosi 5800 dolarów. Czysty pluton potrafi osiągnąć cenę dwukrotnie wyższą.

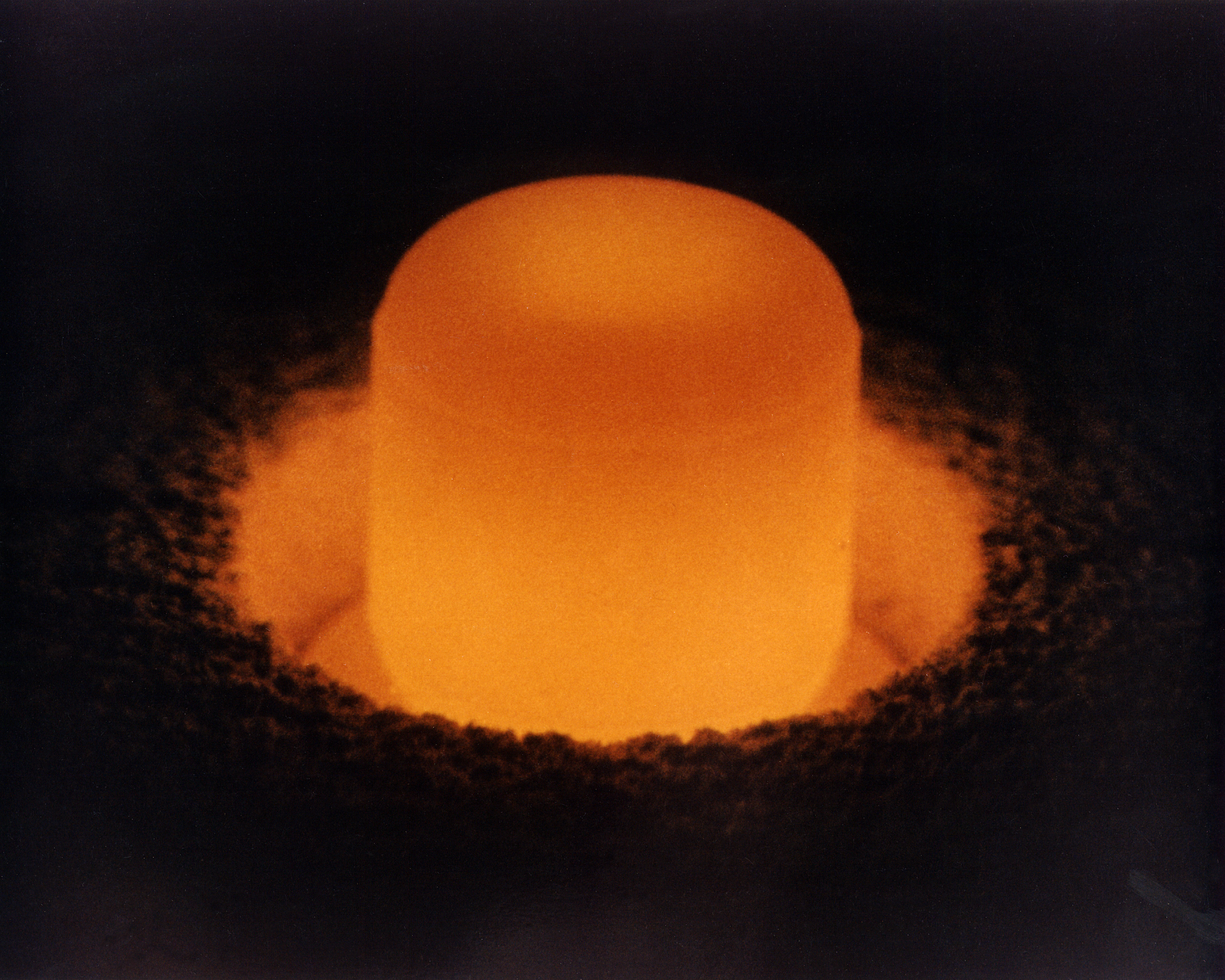
Dwutlenek plutonu-238 rozgrzany do czerwoności pod wpływem własnego promieniowania

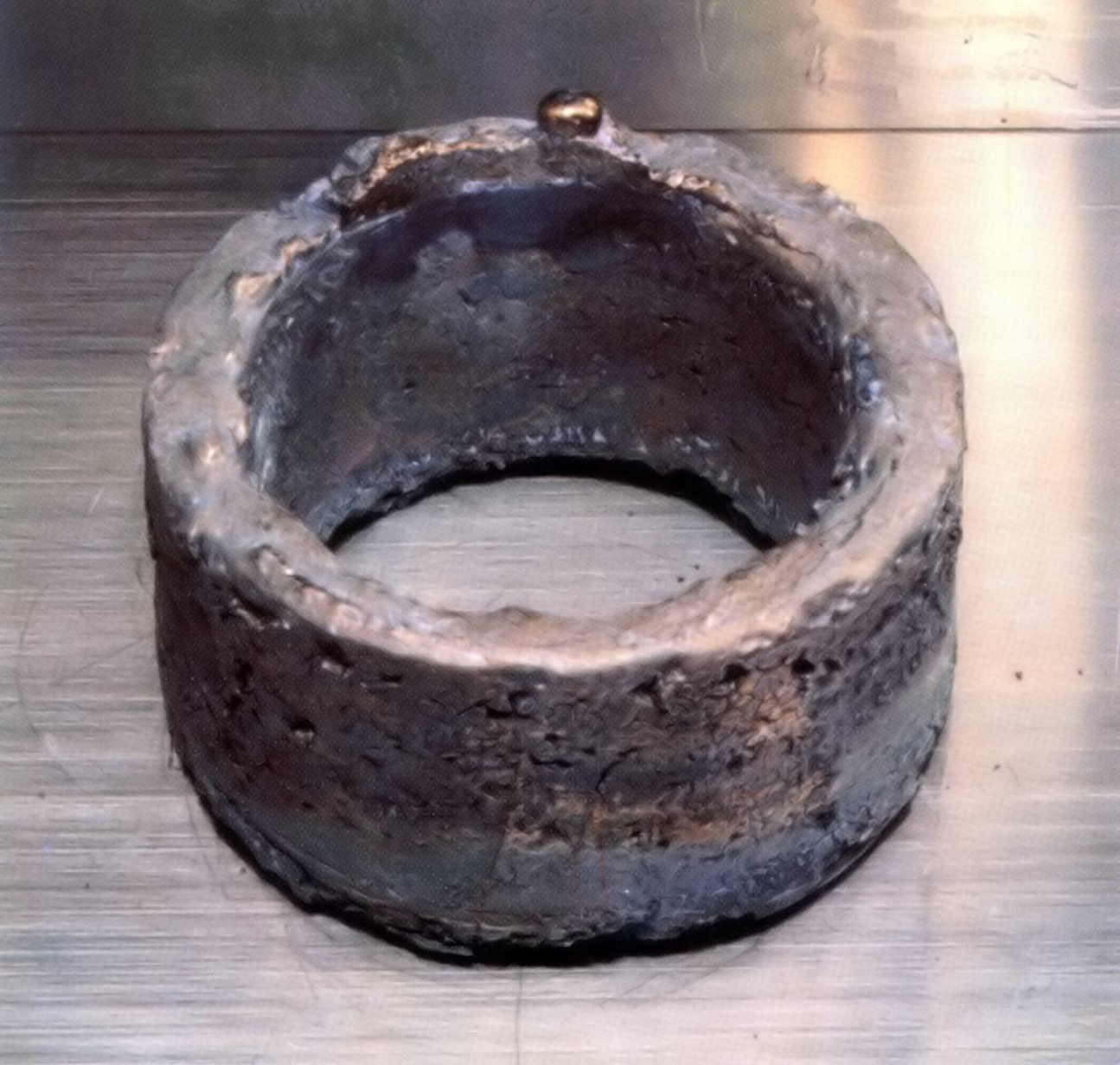
Pierścień z plutonu o czystości 99,96%. Waży około 5,3 kg, ma średnicę 11 cm i wystarczy do skonstruowania jednej bomby jądrowej. Taki kształt został wybrany ze względów bezpieczeństwa (mniejsza koncentracja materiału).

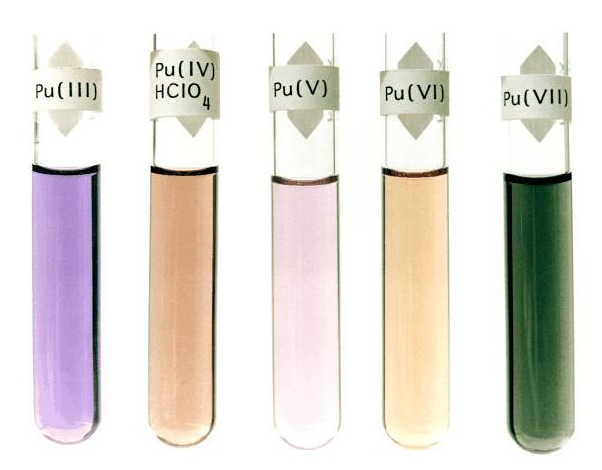
Roztwory związków plutonu, w których pluton występuje w różnych stopniach utlenienia

## Właściwości chemiczne
Pluton jest stosunkowo reaktywny chemicznie. Wystawiony na działanie powietrza pokrywa się powoli warstwą żółtych tlenków. Tworzy związki, w których występuje na czterech stopniach utlenienia, III, IV, V i VI, z których najtrwalszy jest stopień IV, zaś dla Pu(VI) znany jest tylko jeden związek – heksafluorek plutonu, PuF
6.

## Właściwości fizyczne
Występuje w sześciu odmianach krystalicznych: α, β, γ, δ, δ' i ε. Odmiany α i β należą do jednoskośnego układu krystalograficznego. Z kolei struktura formy γ jest rombowa, δ i ε należą do sieci regularnej, zaś odmiana δ' jest tetragonalna. Odznacza się bardzo słabym przewodnictwem elektrycznym, przy czym pluton α ma przewodnictwo gorsze od bizmutu, uważanego za metal najsłabiej przewodzący prąd elektryczny. Formy α, β, γ i ε charakteryzują się spadkiem oporności wraz z temperaturą, co jest typowe dla półprzewodników.
Pu jest bardzo radioaktywny – na tyle że proces rozpadu promieniotwórczego z emisją cząstek alfa powoduje wydzielenie dużych ilości ciepła (0,567 W/g w przypadku 238Pu). Izotop ten jest często wykorzystywany w radioizotopowych generatorach termoelektrycznych do zasilania energią elektryczną urządzeń kosmicznych.
Ze względu na silną radioaktywność pluton jest zabójczy dla człowieka nawet w minimalnych ilościach (kumuluje się w tkance kostnej). Ze względu na mniejszą masę krytyczną niż w przypadku uranu bomby plutonowe mogą być mniejsze. Kilogram plutonu-239 może wyzwolić energię wybuchu 20 kiloton. Ogrzewany do temperatury 320–480 °C zmniejsza swoją objętość, wykazując anomalną rozszerzalność cieplną.

## Występowanie
Otrzymywany jest sztucznie, aczkolwiek stwierdzono występowanie jego śladowych ilości w rudach uranu. Występuje tam w postaci izotopu 239Pu, powstającego jako produkt naturalnych reakcji jądrowych, oraz cięższego 244Pu. Ten izotop ma okres połowicznego rozpadu ponad 80 milionów lat i jest najcięższym z pierwotnych nuklidów występujących na Ziemi.

## Izotopy i otrzymywanie
Opisano własności 20 izotopów plutonu o liczbie masowej od 228 do 247. Wszystkie izotopy są nietrwałe, najdłużej żyjącym izotopem jest 244Pu z czasem połowicznego rozpadu 80,8 mln lat. Kolejnymi są: 242Pu (373,3 tys. lat), 239Pu (24,11 tys. lat). Pozostałe mają czas połowicznego rozpadu mniejszy niż 7000 lat, a 16 z nich ma czas połowicznego rozpadu większy od 20 minut. Izotopy plutonu mają osiem izomerów jądrowych, wszystkie mają czas połowicznego zaniku mniejszy niż jedną sekundę.
Zastosowanie komercyjne mają dwa izotopy plutonu 238Pu i 239Pu.
Izotop 238 przy czasie rozpadu około 88 lat i cieple rozpadu 260 W/kg jest dobrym źródłem energii dla radioizotopowych generatorach termoelektrycznych, które mają działać przez kilkadziesiąt lat. Izotop ten uzyskuje się głównie przez bombardowanie uranu-238 jądrami deuteru:
{\displaystyle \mathrm {^{238}_{\ 92}U+_{1}^{2}D\ \longrightarrow \ _{\ 93}^{238}Np+2\ _{0}^{1}n\quad ;\quad _{\ 93}^{238}Np\ {\xrightarrow[{2.117\ d}]{\beta ^{-}}}\ _{\ 94}^{238}Pu} }
239Pu ulega rozszczepieniu neutronami termicznymi i jest używany w reaktorach jądrowych oraz w bombach jądrowych (np. w bombie Fat Man zrzuconej na Nagasaki). Izotop ten powstaje przez bombardowanie neutronami izotopu 238U. Reakcja ta zachodzi w reaktorach jądrowych – powstały w ten sposób pluton ulega w nich rozszczepieniu, odgrywając ważną rolę w funkcjonowaniu reaktora:
{\displaystyle \mathrm {^{238}_{\ 92}U+_{0}^{1}n\ \longrightarrow \ _{\ 92}^{239}U\ {\xrightarrow[{23.5\ min}]{\beta ^{-}}}\ _{\ 93}^{239}Np\ {\xrightarrow[{2.3565\ d}]{\beta ^{-}}}\ _{\ 94}^{239}Pu} }
W reaktorach komercyjnych ilość energii powstającej z wytworzonego w reaktorze plutonu jest większa niż wytworzona z rozpadu paliwa pierwotnego 235U. Konstruuje się też reaktory powielające, w których w wypalonym paliwie jest więcej plutonu niż plutonu i uranu-235 w paliwie przed załadunkiem.

### Syntetyczny pluton w środowisku
W wyniku atmosferycznych i podwodnych prób jądrowych, prowadzonych intensywnie w latach 60. XX wieku, a mniej intensywnie do lat 80., do środowiska zostały wprowadzone znaczne ilości plutonu, o aktywności rzędu 1016 Bq. Wprowadzone do stratosfery drobne cząstki zawierające pluton opadały systematycznie na powierzchnię Ziemi tworząc tzw. globalny opad promieniotwórczy. W chwili obecnej cały rozproszony w atmosferze pluton znajduje się na powierzchni Ziemi, w powierzchniowej warstwie gleby (co jest wynikiem silnego wiązania przez substancje organiczne), gdzie podlega procesom migracji i resuspensji (unoszeniu do przypowierzchniowej warstwy atmosfery). Niewielkie ilości plutonu (w porównaniu z opadem globalnym) wprowadziła do środowiska katastrofa w Czarnobylu. W odróżnieniu od opadu globalnego, opad czarnobylski miał charakter bardzo niejednorodny, tzn. na pewnych obszarach (np. Polska północno-wschodnia) występowały niewielkie powierzchniowo tereny o szczególnie dużej zawartości plutonu. Było to związane z opadaniem cząstek zawierających pluton w wyniku wystąpienia np. miejscowych opadów atmosferycznych.